# Sân bay Jabalpur
Sân bay Jabalpur (IATA: JLR, ICAO: VAJB) là một sân bay ở Jabalpur, bang Madhya Pradesh, Ấn Độ. Sân bay này bắt đầu hoạt động thương mại ngày 23 tháng 4 năm 2005 do hãng Air Deccan đảm tráhc sau một số trì hoãn do thực hiện một hệ thống an ninh.

## Các hãng hàng không và các tuyến điểm
- Deccan (Delhi)
- Indian Airlines (Gwaliar)
- Kingfisher Airlines (Indore, Nagpur)